# Fegen (Ort)
Fegen ist ein Ort (Tätort) in der schwedischen Provinz Hallands län in der Gemeinde Falkenberg.

## Lage

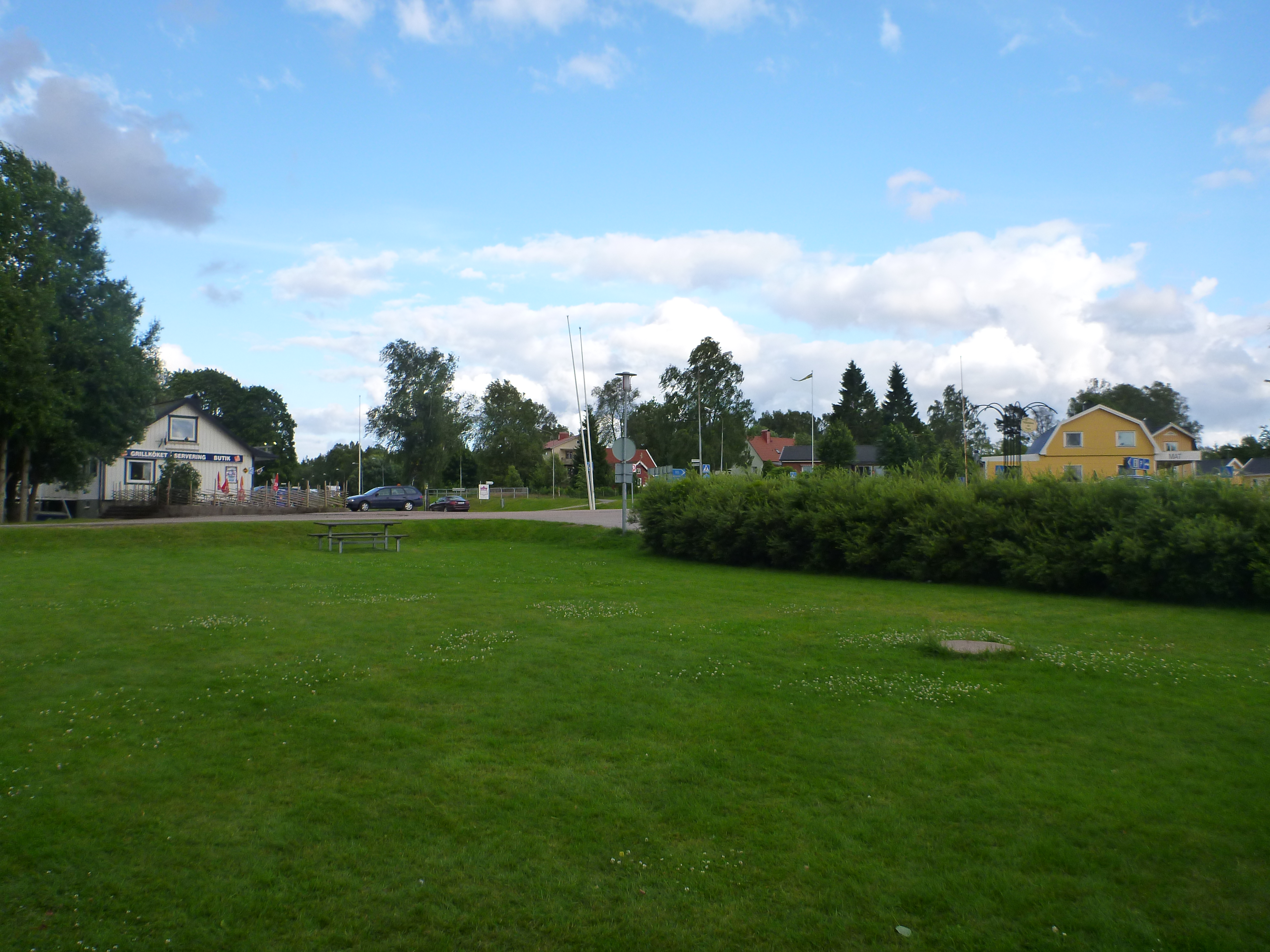
Die Ortsmitte

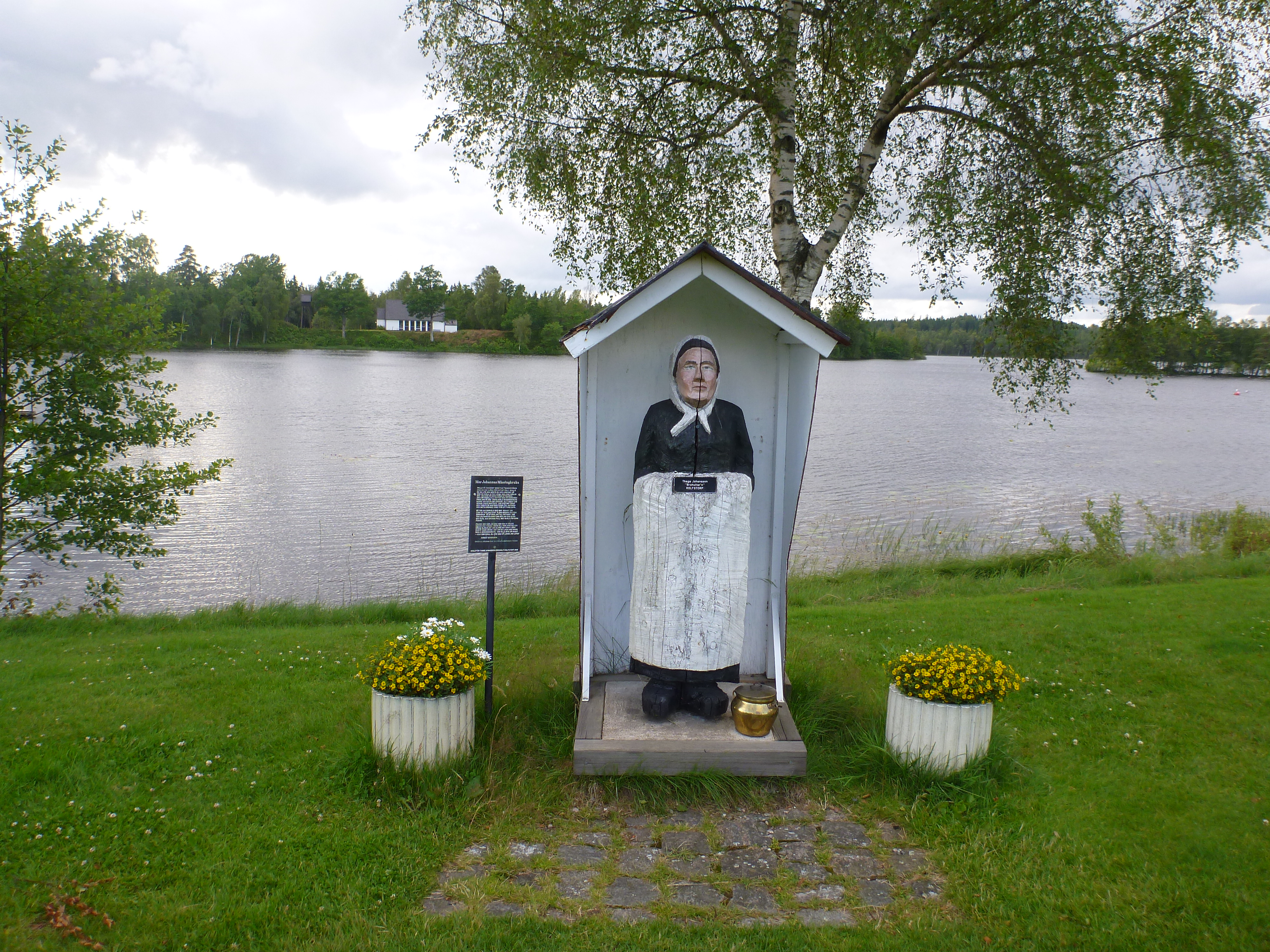
Die Holzskulptur „Mor Johannas Mässingkruka“ – im Hintergrund die Kapelle aus dem Jahr 1960

Fegen liegt im nordöstlichen Teil der Gemeinde Falkenberg, am See Fegen. Ätran ist etwa fünf Kilometer entfernt, Skeppshult etwa 20 Kilometer. Die Fernstraße (schwedisch Länsväg) 153, die Varberg mit Värnamo verbindet durchquert den Ort, weitere Straßen führen nach Kalv, Kinnared, Drängsered und Krogsered.

## Wirtschaft
Im Ort gibt es ein Sägewerk, eine Firma, die sich auf den Umbau und die Reparatur von Lastwagen für Holztransporte spezialisiert hat, ein Restaurant, ein Hostel sowie einen Kiosk mit Kanuverleih. Zwischen 1887 und 1961 verbanden die Bahnstrecke Fegen–Ätran und die Bahnstrecke Kinnared–Fegen Fegen jeweils mit den beiden Nachbargemeinden. Aufgrund der guten Infrastruktur durch die Bahnanbindungen, gab es im Ort zeitweise vier Sägewerke.

## Sehenswürdigkeiten

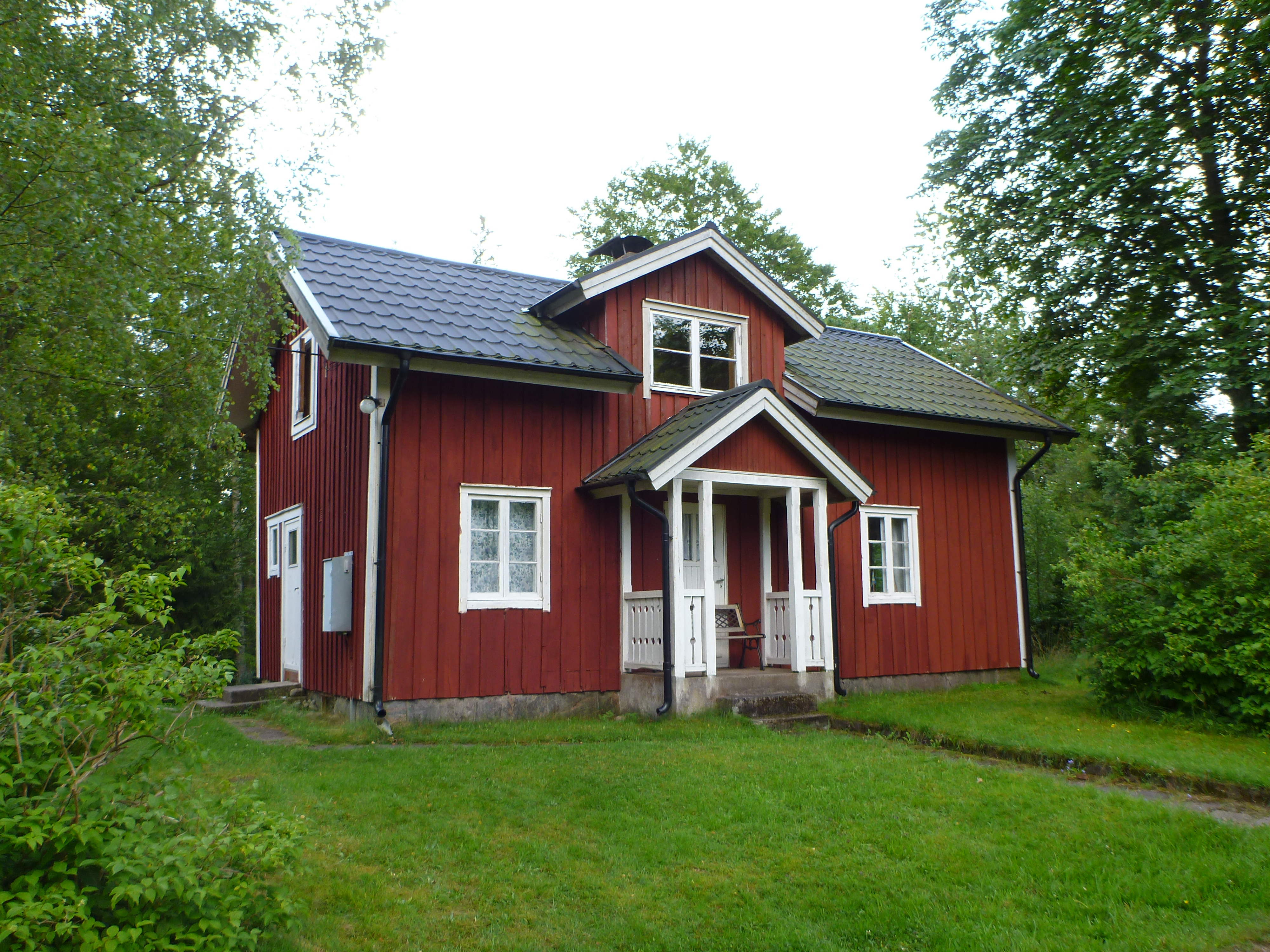
Sogenanntes Schwedenhaus in Fegen

- Die Holzskulptur „Mor Johannas Mässingkruka“ aus dem Jahr 1956 steht am Fegen
- Der See Fegen bietet die Möglichkeit zum Boot fahren und zum Angeln.
- Im Ort befindet sich die Fegen Inspiration Area, die Informationszentrale für Besucher des Fegensee-Gebiets.[3]
- Das Naturschutzgebiet Fegen, das Teile des Sees und einige Ländereien darum umfasst, hat eine Größe von 9,7 Quadratkilometern, wurde 1980 eingerichtet und 2012 in ein Naturreservat umgewandelt.[4]

## Veranstaltungen
- Im Mai findet das Fegen Festival statt.
- Im September findet ein Musikfestival in Fegen statt.